# عين الحمرة (الحمومي عين اسعيد)
عين الحمرة هو دُوَّار يقع بجماعة ملوسة، إقليم الفحص أنجرة، جهة طنجة تطوان الحسيمة في المملكة المغربية. ينتمي الدوّار لمشيخة الحمومي عين اسعيد التي تضم 6 دواوير. يقدر عدد سكانه بـ 793 نسمة حسب الإحصاء الرسمي للسكان والسكنى لسنة 2004.

## روابط خارجية
- البوابة الوطنية للجماعات الترابية نسخة محفوظة 12 مارس 2018 على موقع واي باك مشين.
- المندوبية السامية للتخطيط